# Bernard Cazeneuve
Bernard Cazeneuve (2. juni 1963) er en fransk politiker, og Frankrigs premierminister, han har tidligere været indenrigsminister, budgetminister, Europaminister, og borgmester af Cherbourg-Octeville.
Cazeneuve blev den 6. december 2016 udnævnt til premierminister, med ansvar for at danne en ny regering, efter at Manuel Valls var trådt tilbage, da han stillede op til det kommende præsidentvalg.